# Хайдар Абдул-Раззак
Хайдар Абдул-Раззак Хассан (араб. حيدر عبد الرزاق حسن‎; 9 июня 1982, Багдад — 5 июня 2022, Багдад) — иракский футболист, выступавший на позиции защитника. С 2001 по 2007 год играл за национальную сборную Ирака, вместе с которой стал чемпионом Азии в 2007 году.
До 1999 года играл в молодёжной команде багдадского клуба «Аль-Талаба». С 1999 года начал выступать за основную команду клуба, за которую играл до 2002 года. В 2002—2003 годах играл за ливанский «Аль-Ансар». В последующие сезоны играл за сирийский «Аль-Иттихад» и за различные иракские клубы. Первую половину 2011 года провёл в узбекистанском «Андижане», став тем самым первым футболистом-легионером из Ирака в чемпионате Узбекистана. В составе «Андижана» футболист сыграл всего 3 матча и в середине того же года вернулся в Ирак, в багдадскую «Аль-Талабу». В 2012—2014 годах выступал за «Сулейманию».
С 2001 года по 2007 год выступал за национальную сборную Ирака, сыграв более 20 матчей. Победитель Кубка Западной Азии в составе сборной. Участник Олимпийских игр 2004 года. Вместе со сборной Ирака сенсационно дошёл до полуфинала, где проиграл в матче за выход в финал сборной Парагвая со счётом 1:3. В матче за бронзовые медали Ирак проиграл сборной Италии со счётом 1:0. Вместе со сборной участвовал в Кубке Азии 2007, на котором сборная Ирака сенсационно стала чемпионом.
Умер 5 июня 2022 года, не дожив 4 дня до своего дня рождения. .

## Достижения
- Чемпион Кубка Западной Азии: 2002
- Чемпион Кубка Азии: 2007
- Чемпион футбольного турнира Западноазиатских игр: 2005
- Полуфиналист футбольного турнира Летних Олимпийских игр: 2004
- Различные достижения в составе клубов